# Kernkraftwerk Bellefonte
Das unvollendete Kernkraftwerk Bellefonte bei der namensgebenden Insel Bellefonte im  Tennessee River bei Scottsboro, Alabama sollte aus zwei Druckwasserreaktoren bestehen. Der Bau beider Blöcke wurde 1974 begonnen und 1988 gestoppt.

## Geschichte

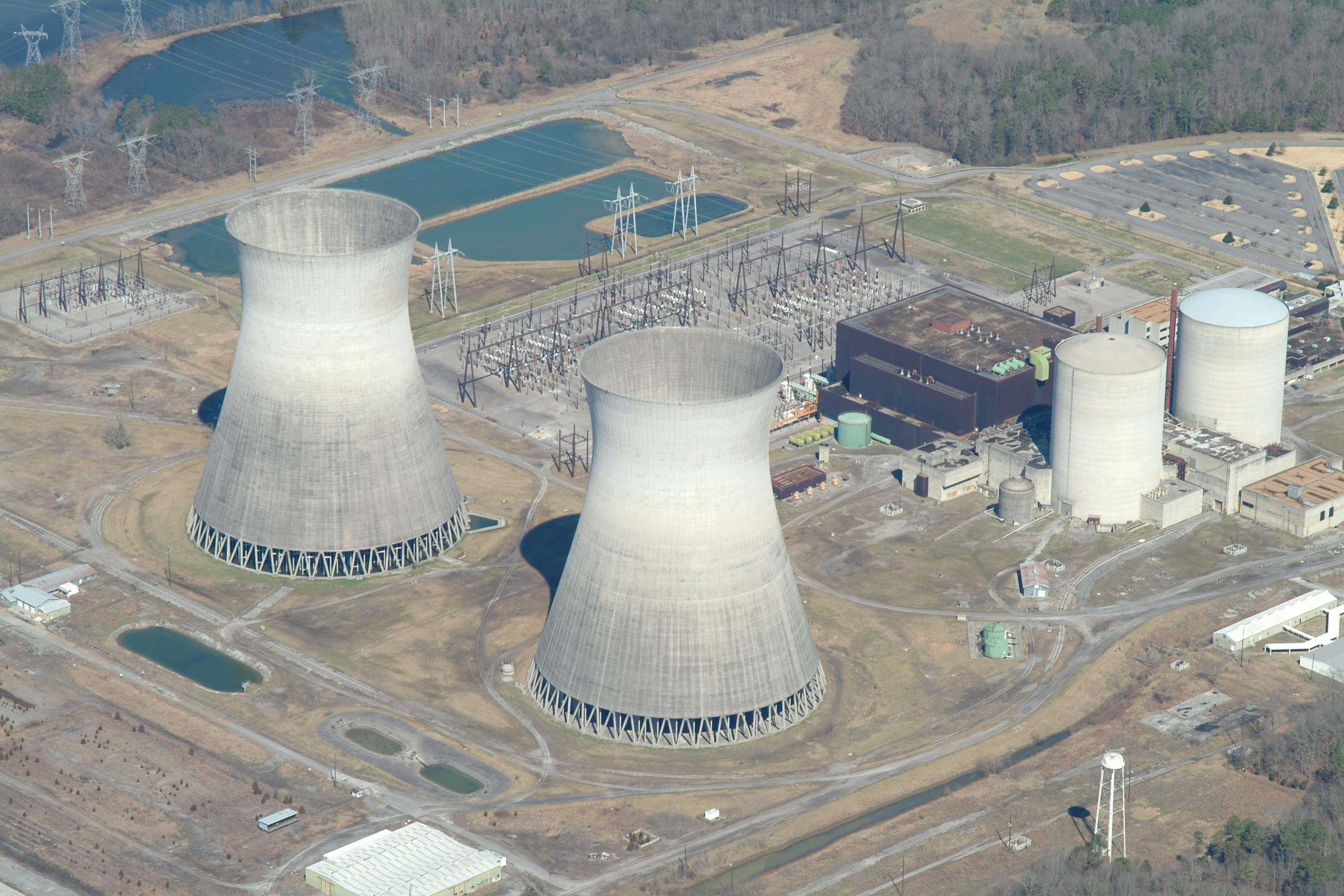
Luftaufnahme des Kernkraftwerks Bellefonte

Das Kernkraftwerk Bellefonte wurde seit 1970 geplant. Die Genehmigung erfolgte im Jahr 1974 und Baubeginn von Block 1 und 2 war am 1. September 1974. Die beiden 1263 MW starken Reaktoren sollten von der Babcock-Brown Boveri Reaktor GmbH, einem Joint Venture zwischen Babcock & Wilcox und Brown, Boveri & Cie., gebaut werden. Der Bau wurde aber 1988 wegen der zurückgehenden Energienachfrage gestoppt. Zu dieser Zeit war Block 1 zu etwa 88 % fertiggestellt und Block 2 zu 58 %. In diesem Zustand blieb das Bauvorhaben bis 2005 ruhen. Der Betreiber und Eigentümer TVA prüfte andere Nutzungen des Geländes. Am 15. September 2006 ließ TVA die Baugenehmigung für die Blöcke 1 und 2 stornieren.
Im Zuge des amerikanischen Atomprogramms wurde seit dem 30. Oktober 2007 darüber diskutiert, ob am Standort zwei Reaktoren vom Typ Westinghouse AP1000 entstehen sollen, und es wurden entsprechende Genehmigungsverfahren eingeleitet. Des Weiteren sollten die Baugenehmigungen der Blöcke 1 und 2 neu beantragt und diese fertiggestellt werden. Ab 2011 sollten die beiden Reaktoren fertiggestellt werden, sodass ab 2017 der erste Reaktor und ab 2020/21 der zweite Reaktor Elektrizität erzeugt.
Veränderte wirtschaftliche Bedingungen führten im August 2008 zu einer Überprüfung der Planungen. Im August 2011 zog der Energiekonzern TVA die Pläne für die vier Blöcke zurück und kündigte an, nur noch die Option für die Fertigstellung eines Reaktors zu prüfen. Hierzu wurde eine Studie in Auftrag gegeben, um den Energiebedarf der Region für die nächsten 20 Jahre zu untersuchen. Am 5. Mai 2016 entschied das TVA Board, dass der Standort überflüssig sei und deshalb versteigert werde, inklusive der Infrastruktur und Übernahme der sich aus den Umweltverschmutzungen ergebenden Verpflichtungen durch den Erwerber. Das unvollendete Kraftwerk wurde im November 2016 für 111 Mio. USD an Nuclear Holdings LLC verkauft, die in Aussicht stellen, rund 13 Mrd. USD zu investieren, um das Kernkraftwerk Bellefonte zu komplettieren und ans Netz zu bringen.

## Daten der Reaktorblöcke
Es waren im Kernkraftwerk Bellefonte zwei Blöcke mit Druckwasserreaktoren in Bau. Zwei Blöcke mit anderen Reaktortypen waren geplant:
| Reaktorblock | Reaktortyp         | Netto- leistung | Brutto- leistung | Baubeginn  | Netzsyn- chronisation | Kommerzi- eller Betrieb | Abschal- tung                 |
| ------------ | ------------------ | --------------- | ---------------- | ---------- | --------------------- | ----------------------- | ----------------------------- |
| Bellefonte 1 | Druckwasserreaktor | 1.235 MW        | 1.263 MW         | 01.09.1974 | -                     | -                       | Bau am 01.01.1988 eingestellt |
| Bellefonte 2 | Druckwasserreaktor | 1.235 MW        | 1.263 MW         | 01.09.1974 | -                     | -                       | Bau am 01.01.1988 eingestellt |
| Bellefonte 3 | AP1000             | 1.000 MW        | 1.100 MW         | -          | -                     | -                       | Planungen 2011 storniert      |
| Bellefonte 4 | AP1000             | 1.000 MW        | 1.100 MW         | -          | -                     | -                       | Planungen 2011 storniert      |